# Carpații Orientali
Pentru alte sensuri ale numelui, a se vedea Carpați (dezambiguizare) 

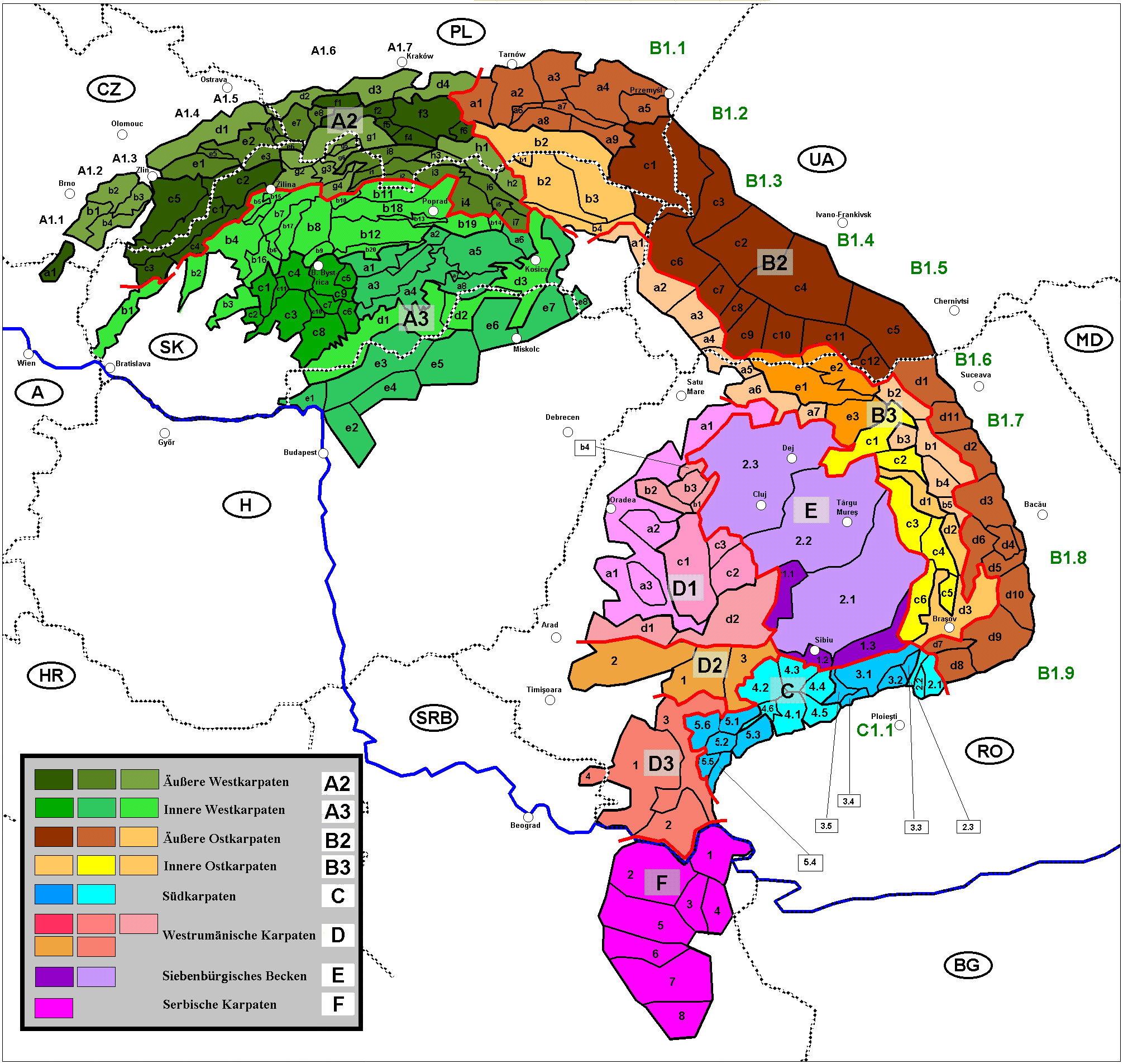
Diviziunile Carpaților: Carpații Orientali - în maro

Carpații Orientali reprezintă unul din marile  segmente montane ale munților Carpați, și se află pe teritoriul României, Ucrainei, Slovaciei și Poloniei. Așa după cum indică și numele, Carpații Orientali se găsesc în partea estică a lanțului muntos, prezentând o varietate largă de roci, aspecte geofizice, geologice și morfologice, înălțimi, împăduriri, floră și faună.

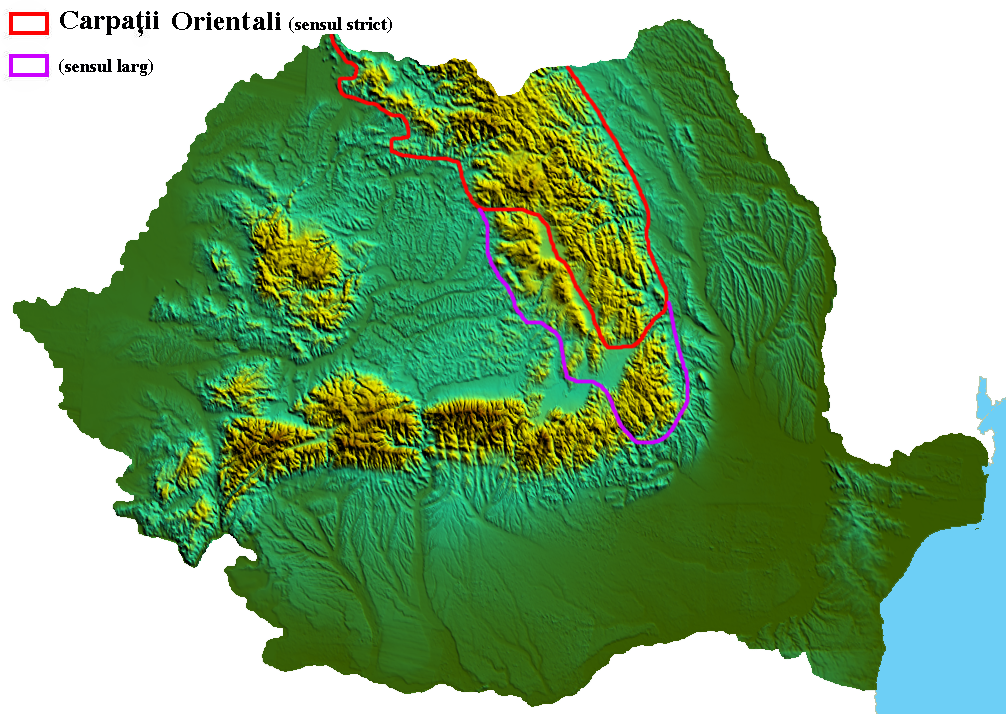
Carpații orientali din România

## Limite geografice generale
Sunt cuprinși între limitele țării:
- Nord: Subcarpații Beskizi din Polonia
- Est: Subcarpații Beskizi din Ucraina Podișul Moldovei și Subcarpații Moldovei
- Vest: Culoarul Michalovce–Nowy Sącz–Tarnów; Depresiunea Colinară a Transilvaniei(D.C.T), Dealurile de Vest și Câmpia de Vest
- Sud: Subcarpații de Curbură și Valea Prahovei.

## Caracteristici generale

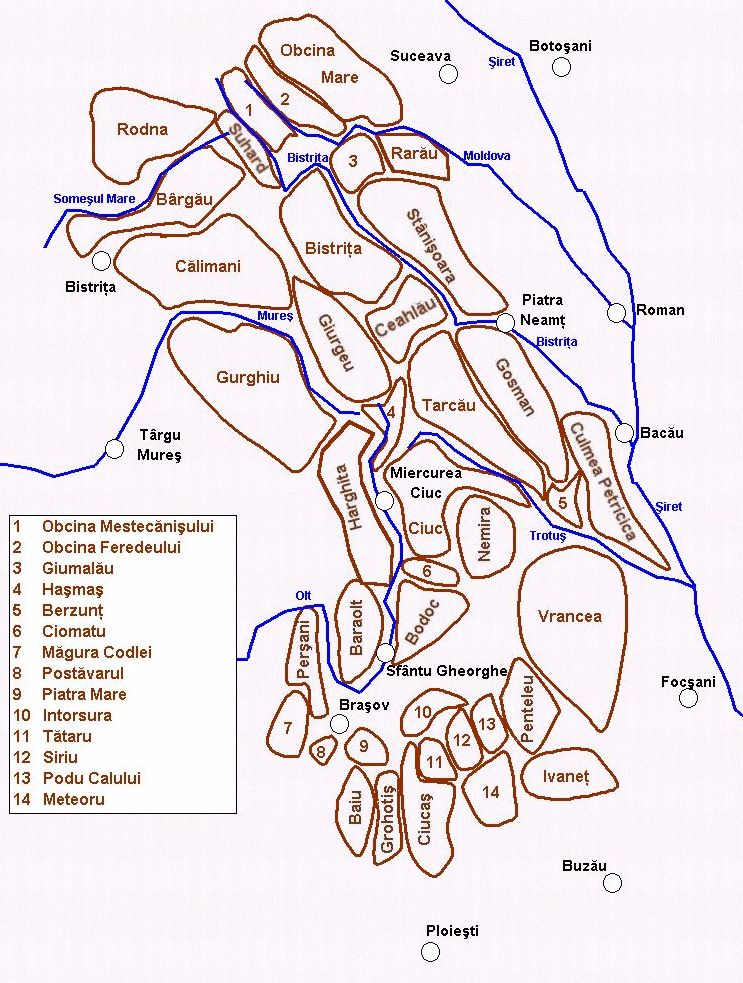
Carpații Orientali (secțiunea din România)

Între aceste limite, au o serie de caracteristici ale reliefului care îi diferențiază de celelalte ramuri carpatice, cum ar fi:
- altitudinile au valori mijlocii; înălțimile maxime depășesc 2000 m (în Munții Rodnei și Munții Călimani) sau se apropie de această altitudine (în Munții Ciucaș, Munții Maramureșului și Ceahlău)
- au culmi paralele, orientate pe direcția NV-SE (în nord și centru) sau „curbate” (în sud)
- sunt formați din trei fâșii paralele care reflectă alcătuirea geologică a substratului:

a) în vest există un aliniament de munți vulcanici
b) în centru, munți alcătuiți din roci dure(predominant șisturi cristaline)
c) în est și sud, munți alcătuiți din roci sedimentare cutate (denumite „flis” = formațiune geologică specifică, alcătuită din strate sedimentare cutate)
- sunt fragmentați de depresiuni numeroase (unele foarte întinse, cum ar fi depresiunile Brașovului și Maramureșului), văi și trecători
- au forme variate de relief, cum ar fi: relief vulcanic (cu cratere, conuri și platouri), îndeosebi în munții Călimani, Gurghiului și Harghitei, relief glaciar (în Munții Rodnei), un relief specific datorat rocilor (îndeosebi în masivele Ceahlău și Ciucaș)
- relief carstic cu peșteri și chei în Carpații de Curbură

### Grupe majore de munți
În Carpații Orientali se disting trei grupe majore de munți: 
- Carpații Maramureșului și Bucovinei, sau grupa nordică
- Carpații Moldo-Transilvani, sau grupa centrală
- Carpații de Curbură, sau grupa sudică

### Repere
Grupa Nordică a Carpaților Orientali cuprinde următoarele subdiviziuni: Munții Oaș, Munții Gutâi, Munții Țibles, Munții Maramureș, Munții Suhard, Munții Bârgău, Munții Rodnei cu cel mai înalt vârf de aici, Pietrosul Rodnei care are 2303 m, Obcinele Bucovinene ( Obcina Mestecăniș, Obcina Feredeului și Obcina Mare), Depresiunea Oaș pe râul Tur, Depresiunea Maramureș pe râurile : Tisa, Iza și Vișeu, Depresiunea Dornelor pe Bistrița, Depresiunea Câmpulung Moldovenesc pe Moldova, Pasul Prislop 1416 m, Pasul Șetref, Pasul Tihuța, Pasul Mestecăniș.
În Grupa Centrală se găsesc: Munții Călimani cu vârful Pietrosul Călimanilor de 2100 m, Munții Gurghiului, Munții Harghita, Munții Ciomatu, Munții Giurgeu, Munții Hășmașu Mare, Munții Ciuc, Munții Nemira, Munții Bistriței, Munții Ceahlău, Munții Tarcău, Munții Stânișoarei, Munții Gosmanu, Munții Berzunți, Depresiunea Ciuc pe râul Olt, Depresiunea Giurgeu pe râul Mureș, Depresiunea Comănești pe râul Trotuș, Pasul Izvorul Mureșului, Pasul Bucin, Pasul Oituz, Pasul Tușnad.
În Grupa Sudică sunt: Munții Întorsurii, Munții Brețcu, Munții Bârsei formați din Postăvaru și Piatra Mare, Munții Vrancei, Munții Buzăului formați din Penteleu, Siriu și Podu Calului, Munții Ciucaș, Munții Baiu, Depresiunea Brașov pe râurile Olt și Râul Negru, Depresiunea Întorsura Buzăului pe râul Buzău, Pasul Predeal, Pasul Bratocea, Pasul Oituz.